# Garland, Wyoming
Garland är en ort (census-designated place) i Park County i nordvästra delen av den amerikanska delstaten Wyoming, belägen omkring 8 kilometer öster om Powell, Wyoming. Orten hade 115 invånare vid 2010 års federala folkräkning.
Garland grundades 1901 då Burlington and Missouri Railroad, föregångare till dagens BNSF, byggde en linje från Billings, Montana till Cody, Wyoming. Postkontoret öppnades samma år och var i drift fram till 1973. Orten kom att fungera som en inkörsport för nybyggare i det som senare blev Park County och kallades även "The Gate City". Jordbruk och boskapsuppfödning var de viktigaste näringarna i området.
Några av platsens tidigaste bosättare var danska immigranter.
Genom orten går landsvägen U.S. Route 14 Alternate som sammanbinder orten med grannstäderna Powell och Lovell.